# Lázaro Cárdenas, San Vicente Tancuayalab
Lázaro Cárdenas är en ort i Mexiko.   Den ligger i kommunen San Vicente Tancuayalab och delstaten San Luis Potosí, i den centrala delen av landet, 270 km norr om huvudstaden Mexico City. Lázaro Cárdenas ligger 74 meter över havet och antalet invånare är 248.
Terrängen runt Lázaro Cárdenas är platt. Runt Lázaro Cárdenas är det ganska glesbefolkat, med 28 invånare per kvadratkilometer. Närmaste större samhälle är San Vicente Tancuayalab, 13,3 km sydost om Lázaro Cárdenas. Omgivningarna runt Lázaro Cárdenas är en mosaik av jordbruksmark och naturlig växtlighet.